# Тибажи
Тибажи (порт. Tibagi) — город и муниципалитет в Бразилии, входит в штат Парана. Составная часть мезорегиона Восточно-центральная часть штата Парана. Входит в экономико-статистический микрорегион Телемаку-Борба. Население составляет 19 925 человек на 2006 год. Занимает площадь 3108,746 км². Плотность населения — 6,4 чел./км².

## История
Город основан в 1872 году.

## Статистика
- Валовой внутренний продукт на 2003 год составляет 326 353 400,00 реалов (данные: Бразильский институт географии и статистики).
- Валовой внутренний продукт на душу населения на 2003 год составляет 16 961,35 реалов (данные: Бразильский институт географии и статистики).
- Индекс развития человеческого потенциала на 2000 год составляет 0,686 (данные: Программа развития ООН).

## География
Климат местности: субтропический. В соответствии с классификацией Кёппена, климат относится к категории Cfb.